# 巴博布尔杜
巴博布尔杜（法語：Babeau-Bouldoux）是法国埃罗省的一个市镇，属于贝济耶区（Béziers）圣希尼昂县（Saint-Chinian）。该市镇总面积21.4平方公里，2009年时的人口为294人。

## 人口
巴博布尔杜人口变化图示